# Curtis Murphy
Curtis Murphy, né le 3 décembre 1975 à Kerrobert dans la province de la Saskatchewan au Canada, est un joueur de hockey sur glace professionnel canadien. Il évolue au poste de défenseur.

## Carrière
Curtis Murphy commence sa carrière dans l'organisation des Hawks de Nipawin, qui évolue dans la LHJS lors de la saison 1993-1994. La saison suivante, il rejoint le circuit universitaire américain en étant admis dans l'équipe des Fighting Sioux de North Dakota, membre de l'association WCHA. Il est l'un des joueurs majeurs de son équipe, parvenant, lors de la saison 1996-1997, à être nommé dans la seconde équipe-étoile de tout le championnat NCAA (NCAA (West) Second All-American Team). Cette même saison, il remporte le championnat universitaire avec son équipe. Lors de sa dernière année universitaire, il est même nommé dans la première équipe-étoile de la NCAA, et gagne le trophée de meilleur joueur de la WCHA.
Le défenseur devient ensuite professionnel en intégrant, au début de la saison 1998-1999, les Solar Bears d'Orlando, équipe membre de la LIH. En 2001, il remporte avec le club floridien la Coupe Turner, remise au champion de la LIH. Il est également nommé dans l'équipe d'étoiles de la ligue lors de cette même saison.
La LIH et son équipe étant dissoute, il rejoint l'organisation du Wild du Minnesota, mais est relégué dans son club-école, les Aeros de Houston, en LAH. Après une saison, il est nommé dans la première équipe d'étoiles de la LAH et reçoit le trophée Eddie-Shore, remis au meilleur défenseur de la ligue, en 2002-2003. Il joue durant cette même saison son seul match en LNH avec le Wild. Pendant la saison 2003-2004, il est échangé par le Wild vers les Predators de Nashville qui le place aux Admirals de Milwaukee, avec lesquels il gagne la Coupe Calder. Il remporte également un second trophée Eddie-Shore, et fait une nouvelle fois partie de l'équipe-type de la LAH.
Ne recevant pas de nouveau contrat en LNH, Curtis Murphy rejoint l'Europe, et la Russie en particulier, en signant au Lokomotiv Iaroslavl. Il ne reste qu'un an en Superliga, avant de revenir, durant l'été 2005, aux Aeros de Houston. Deux saisons plus tard, il traverse à nouveau l'Atlantique, et signe au SCL Tigers. Son aventure helvétique se termine quatre ans plus tard. Il trouve alors de l'embauche en EBEL, en s'engageant avec le EHC Liwest Linz, avec qui il devient champion d'Autriche dès sa première saison.

## Palmarès[1]
- NCAA
  - Champion en 1997 avec les Fighting Sioux de North Dakota
  - Membre de la première équipe-étoile en 1998
  - Membre de la seconde équipe-étoile en 1997
- WCHA
  - Champion en 1997 avec les Fighting Sioux de North Dakota
  - Joueur de l'année en 1998
  - Membre de la première équipe-étoile en 1997 et 1998
- LIH
  - Champion de la Coupe Turner en 2001 avec les Solar Bears d'Orlando
  - Finaliste de la Coupe Turner en 1999 avec les Solar Bears d'Orlando
  - Membre de la première équipe-étoile en 2001
- LAH
  - Champion de la Coupe Calder en 2003 avec les Aeros de Houston et en 2004 avec les Admirals de Milwaukee
  - Récipiendaire du trophée Eddie-Shore en 2003 et 2004
  - Membre de la première équipe-étoile en 2003, 2004 et 2006
- Coupe Spengler
  - Vainqueur en 2007 avec le Team Canada[2]
- EBEL
  - Champion en 2012 avec le EHC Liwest Linz

## Statistiques
| Saison    | Équipe                         | Ligue     |    | Saison régulière | Saison régulière | Saison régulière | Saison régulière | Saison régulière | Saison régulière |   | Séries éliminatoires | Séries éliminatoires | Séries éliminatoires | Séries éliminatoires | Séries éliminatoires | Séries éliminatoires |
| Saison    | Équipe                         | Ligue     | PJ | B                | A                | Pts              | Pun              | +/-              | PJ               | B | A                    | Pts                  | Pun                  | +/-                  |                      |                      |
| 1993-1994 | Hawks de Nipawin               | LHJS      | 60 | 21               | 33               | 54               |                  |                  |                  |   |                      |                      |                      |                      |                      |                      |
| 1994-1995 | Fighting Sioux de North Dakota | NCAA      | 33 | 6                | 10               | 16               | 26               |                  | -                | - | -                    | -                    | -                    | -                    |                      |                      |
| 1995-1996 | Fighting Sioux de North Dakota | NCAA      | 36 | 6                | 12               | 18               | 56               |                  | -                | - | -                    | -                    | -                    | -                    |                      |                      |
| 1996-1997 | Fighting Sioux de North Dakota | NCAA      | 43 | 12               | 30               | 42               | 36               |                  | -                | - | -                    | -                    | -                    | -                    |                      |                      |
| 1997-1998 | Fighting Sioux de North Dakota | NCAA      | 39 | 8                | 34               | 42               | 78               |                  | -                | - | -                    | -                    | -                    | -                    |                      |                      |
| 1998-1999 | Solar Bears d'Orlando          | LIH       | 80 | 22               | 35               | 57               | 60               | -10              | 17               | 4 | 5                    | 9                    | 16                   | -5                   |                      |                      |
| 1999-2000 | Solar Bears d'Orlando          | LIH       | 81 | 8                | 43               | 51               | 59               | +20              | 6                | 0 | 2                    | 2                    | 6                    | -6                   |                      |                      |
| 2000-2001 | Solar Bears d'Orlando          | LIH       | 51 | 19               | 30               | 49               | 55               | -1               | 16               | 3 | 11                   | 14                   | 18                   | -3                   |                      |                      |
| 2001-2002 | Aeros de Houston               | LAH       | 80 | 12               | 35               | 47               | 75               | +7               | 14               | 2 | 4                    | 6                    | 10                   | -2                   |                      |                      |
| 2002-2003 | Wild du Minnesota              | LNH       | 1  | 0                | 0                | 0                | 0                | 0                | -                | - | -                    | -                    | -                    | -                    |                      |                      |
| 2002-2003 | Aeros de Houston               | LAH       | 80 | 23               | 31               | 54               | 63               | +13              | 23               | 2 | 7                    | 9                    | 22                   | +4                   |                      |                      |
| 2003-2004 | Admirals de Milwaukee          | LAH       | 79 | 17               | 36               | 53               | 51               | +39              | 18               | 4 | 4                    | 8                    | 10                   | +5                   |                      |                      |
| 2004-2005 | Lokomotiv Yaroslavl            | Superliga | 60 | 6                | 6                | 12               | 50               | +4               | 9                | 1 | 1                    | 2                    | 6                    | +1                   |                      |                      |
| 2005-2006 | Aeros de Houston               | LAH       | 80 | 14               | 53               | 67               | 76               | +8               | 8                | 0 | 4                    | 4                    | 4                    | -5                   |                      |                      |
| 2006-2007 | Aeros de Houston               | LAH       | 75 | 10               | 35               | 45               | 52               | -10              | -                | - | -                    | -                    | -                    | -                    |                      |                      |
| 2007-2008 | SCL Tigers                     | LNA       | 50 | 7                | 20               | 27               | 56               |                  | 7                | 2 | 3                    | 5                    | 14                   | [ Note 1 ]           |                      |                      |
| 2008-2009 | SCL Tigers                     | LNA       | 27 | 5                | 14               | 19               | 38               |                  | 7                | 0 | 1                    | 1                    | 14                   | [ Note 1 ]           |                      |                      |
| 2009-2010 | SCL Tigers                     | LNA       | 50 | 7                | 16               | 23               | 32               | -8               | 12               | 3 | 6                    | 9                    | 10                   | [ Note 1 ]           |                      |                      |
| 2010-2011 | SCL Tigers                     | LNA       | 47 | 5                | 17               | 22               | 46               | +2               | 3                | 0 | 0                    | 0                    | 0                    | -2                   |                      |                      |
| 2011-2012 | EHC Liwest Linz                | EBEL      | 50 | 16               | 28               | 44               | 34               | +32              | 17               | 2 | 11                   | 13                   | 24                   | 0                    |                      |                      |
| 2012-2013 | EHC Liwest Linz                | EBEL      | 53 | 9                | 29               | 38               | 48               | +32              | 13               | 2 | 4                    | 6                    | 10                   | -3                   |                      |                      |
| 2013-2014 | EHC Liwest Linz                | EBEL      | 54 | 10               | 29               | 39               | 46               | +9               | 8                | 0 | 4                    | 4                    | 8                    | -2                   |                      |                      |
| 2014-2015 | EHC Liwest Linz                | EBEL      | 53 | 1                | 18               | 19               | 36               | +13              | 12               | 2 | 3                    | 5                    | 12                   | +2                   |                      |                      |